# Winter X Games 17
Winter X Games XVII (ang. 17 Winter X Games) – zawody sportowe, które trwały od 24 do 27 stycznia 2013 w Aspen w stanie Kolorado (Stany Zjednoczone) oraz od 20 do 22 marca 2013 we francuskim Tignes. Zawodnicy rywalizowali w trzech dyscyplinach: narciarstwie dowolnym, snowboardzie i snowmobilingu.

## Wyniki

### Narciarstwo

#### Slopestyle mężczyzn
| Miejsce | Zawodnik         | Przejazd 1 | Przejazd 2 | Przejazd 3 | Najlepszy |
| ------- | ---------------- | ---------- | ---------- | ---------- | --------- |
|         | Nicholas Goepper | 92.33      | 89.00      | 94.00      | 94.00     |
|         | Henrik Harlaut   | 59.33      | 87.00      | 92.66      | 92.66     |
|         | James Woods      | 91.33      | 17.66      | 92.00      | 92.00     |
| 4       | Alex Bellemare   | 83.66      | 88.00      | 90.66      | 90.66     |
| 5       | Andreas Håtveit  | 90.33      | 22.33      | 87.66      | 90.33     |
| 6       | Bobby Brown      | 88.66      | 85.66      | 85.33      | 88.66     |
| 7       | Alex Schlopy     | 25.33      | 85.66      | 87.33      | 87.33     |
| 8       | Joss Christensen | 78.33      | 24.00      | 85.00      | 85.00     |

### Slopestyle kobiet
| Miejsce | Zawodniczka                | Przejazd 1 | Przejazd 2 | Przejazd 3 | Najlepszy |
| ------- | -------------------------- | ---------- | ---------- | ---------- | --------- |
|         | Tiril Sjåstad Christiansen | 9.33       | 91.33      | 92.33      | 92.33     |
|         | Kaya Turski                | 33.66      | 13.33      | 90.00      | 90.00     |
|         | Dara Howell                | 21.66      | 89.33      | 16.33      | 89.33     |
| 4       | Ashley Battersby           | 28.00      | 88.66      | 33.33      | 88.66     |
| 5       | Keri Herman                | 84.66      | 88.33      | 25.66      | 88.33     |
| 6       | Yuki Tsubota               | 87.66      | 85.33      | 30.66      | 87.66     |
| 7       | Jamie Crane-Mauzy          | 15.66      | 31.66      | 74.33      | 74.33     |

### Superpipe mężczyzn
| Miejsce | Zawodnik               | Przejazd 1 | Przejazd 2 | Przejazd 3 | Najlepszy |
| ------- | ---------------------- | ---------- | ---------- | ---------- | --------- |
|         | David Wise             | 94.33      | 95.66      | 71.66      | 95.66     |
|         | Torin Yater-Wallace    | 90.00      | 92.00      | 93.00      | 93.00     |
|         | Simon Dumont           | 79.33      | 80.66      | 85.66      | 85.66     |
| 4       | Kevin Rolland          | 84.66      | 58.33      | 73.00      | 84.66     |
| 5       | Joffrey Pollet-Villard | 82.66      | 48.33      | 79.00      | 82.66     |
| 6       | Tucker Perkins         | 78.66      | 78.33      | 67.33      | 78.66     |
| 7       | Aaron Blunck           | 53.66      | 74.66      | 32.66      | 74.66     |
| 8       | Benoit Valentin        | 63.66      | 27.33      | 6.66       | 63.66     |

### Superpipe kobiet
| Miejsce | Zawodniczka         | Przejazd 1 | Przejazd 2 | Przejazd 3 | Najlepszy |
| ------- | ------------------- | ---------- | ---------- | ---------- | --------- |
|         | Maddie Bowman       | 91.33      | 12.33      | 72.00      | 91.33     |
|         | Rosalind Groenewoud | 69.66      | 86.66      | 34.66      | 86.66     |
|         | Megan Gunning       | 75.33      | 83.33      | 85.00      | 85.00     |
| 4       | Keltie Hansen       | 84.33      | 12.33      | 10.66      | 84.33     |
| 5       | Brita Sigourney     | 26.33      | 67.00      | 82.66      | 82.66     |
| 6       | Annalisa Drew       | 81.00      | 12.33      | 12.66      | 81.00     |
| 7       | Jen Hudak           | 74.66      | 60.66      | 77.66      | 77.66     |
| 8       | Anaïs Caradeux      | 28.66      | 11.33      | 61.66      | 61.66     |

### Big Air mężczyzn
| Miejsce | Zawodnik            | Wynik |
| ------- | ------------------- | ----- |
|         | Henrik Harlaut      | 97    |
|         | Kai Mahler          | 91    |
|         | Elias Ambühl        | 89    |
| 4       | Bobby Brown         | 86    |
| 5       | Gus Kenworthy       | 81    |
| 6       | Per Kristian Hunder | 79    |

## Snowboard

### Slopestyle kobiet
| Miejsce | Zawodniczka           | Wynik |
| ------- | --------------------- | ----- |
|         | Jamie Anderson        | 93.00 |
|         | Šárka Pančochová      | 90.00 |
|         | Spencer O’Brien       | 88.66 |
| 4       | Enni Rukajärvi        | 83.33 |
| 5       | Sina Candrian         | 70.33 |
| 6       | Kjersti Østgård Buaas | 38.00 |
| 7       | Silje Norendal        | 30.33 |
| 8       | Aimee Fuller          | 18.66 |

### Slopestyle mężczyzn
| Miejsce | Zawodnik           | Przejazd 1 | Przejazd 2 | Przejazd 3 | Najlepszy |
| ------- | ------------------ | ---------- | ---------- | ---------- | --------- |
|         | Mark McMorris      | 94.66      | 17.66      | 98.00      | 98.00     |
|         | Maxence Parrot     | 90.00      | 32.66      | 14.00      | 90.00     |
|         | Seppe Smits        | 85.00      | 65.00      | 51.66      | 85.00     |
| 4       | Charles Guldemond  | 80.00      | 17.66      | 21.00      | 80.00     |
| 5       | Shaun White        | 71.00      | 20.00      | 14.00      | 71.00     |
| 6       | Peetu Piiroinen    | 26.66      | 24.33      | 66.00      | 66.00     |
| 7       | Aleksander Østreng | 55.00      | 18.00      | 32.33      | 55.00     |
| 8       | Gjermund Bråten    | 13.33      | 18.00      | 15.33      | 18.00     |

### Superpipe kobiet
| Miejsce | Zawodniczka        | Przejazd 1 | Przejazd 2 | Przejazd 3 | Najlepszy |
| ------- | ------------------ | ---------- | ---------- | ---------- | --------- |
|         | Kelly Clark        | 27.66      | 87.33      | 90.33      | 90.33     |
|         | Elena Hight        | 90.00      | 35.66      | 33.33      | 90.00     |
|         | Arielle Gold       | 75.00      | 85.00      | 82.33      | 85.00     |
| 4       | Torah Bright       | 33.33      | 82.00      | 10.66      | 82.00     |
| 5       | Hannah Teter       | 13.00      | 80.00      | 81.00      | 81.00     |
| 6       | Queralt Castellet  | 78.00      | 21.33      | 26.66      | 78.00     |
| 7       | Kaitlyn Farrington | 64.33      | 23.00      | 50.00      | 64.33     |
| 8       | Maddy Schaffrick   | 25.00      | 24.66      | 8.00       | 25.00     |

### Superpipe mężczyzn
| Miejsce | Zawodnik         | Przejazd 1 | Przejazd 2 | Przejazd 3 | Najlepszy |
| ------- | ---------------- | ---------- | ---------- | ---------- | --------- |
|         | Shaun White      | 95.00      | 98.00      | 17.33      | 98.00     |
|         | Ayumu Hirano     | 45.00      | 92.33      | 19.66      | 92.33     |
|         | Markus Malin     | 14.33      | 91.33      | 37.66      | 91.33     |
| 4       | Scotty Lago      | 90.00      | 48.00      | 1.00       | 90.00     |
| 5       | Greg Bretz       | 80.00      | 30.00      | 84.66      | 84.66     |
| 6       | Louie Vito       | 4.66       | 21.66      | 73.33      | 73.33     |
| 7       | Christian Haller | 5.66       | 18.00      | 36.66      | 36.66     |

### Snowboard Street mężczyzn
| Miejsce | Zawodnik            | Punkty |
| ------- | ------------------- | ------ |
|         | Louis-Felix Paradis | 75     |
|         | Dylan Alito         | 62     |
|         | Dylan Thompson      | 59     |
| 4       | Jaeger Bailey       | 56     |
| 5       | Ryan Paul           | 54     |
| 6       | Dan Brisse          | 52     |

### Big Air mężczyzn
| Miejsce | Zawodnik          | Wynik |
| ------- | ----------------- | ----- |
|         | Torstein Horgmo   | 94*   |
|         | Mark McMorris     | 94    |
|         | Ståle Sandbech    | 91    |
| 4       | Seppe Smits       | 68    |
| 5       | Ulrik Badertscher | 52    |
| 6       | Sebastien Toutant | 48    |

- Horgmo wygrał dzięki wyższemu wynikowi za pojedynczy przejazd (50).

## Snowmobile mężczyzn

### Freestyle
| Miejsce | Zawodnik      | Przejazd 1 | Przejazd 2 | Najlepszy |
| ------- | ------------- | ---------- | ---------- | --------- |
|         | Levi LaVallee | 88.33      | 89.00      | 89.00     |
|         | Joe Parsons   | 88.66      | 88.00      | 88.66     |
|         | Justin Hoyer  | 84.00      | 85.66      | 85.66     |
| 4       | Daniel Bodin  | 83.33      | –          | 83.33     |
| 5       | Cory Davis    | 82.00      | 82.00      | 82.00     |
| 6       | Caleb Moore   | 57.66      | –          | 57.66     |
| 7       | Colten Moore  | 49.33      | –          | 49.33     |

### Speed & Style
| Miejsce | Zawodnik      | Punkty |
| ------- | ------------- | ------ |
|         | Levi LaVallee | 90.963 |
|         | Cory Davis    | 85.66  |
|         | Joe Parsons   | 88.33  |
| 4       | Willie Elam   | 83.33  |

### SnoCross
| Miejsce | Zawodnik       |
| ------- | -------------- |
|         | Tucker Hibbert |
|         | Ross Martin    |
|         | Tim Tremblay   |
| 4       | Emil Ohman     |
| 5       | Petter Norsa   |
| 6       | Kody Kamm      |

### SnoCross Adaptive
| Miejsce | Zawodnik       | Czas     |
| ------- | -------------- | -------- |
|         | Mike Schultz   | 4:51.882 |
|         | Doug Henry     | 4:53.151 |
|         | Garret Goodwin | 4:58.204 |
| 4       | Jim Wazny      | 5:23.134 |
| 5       | Dave Turner    | 5:33.011 |

### Best Trick
| Miejsce | Zawodnik       | Punkty |
| ------- | -------------- | ------ |
|         | Daniel Bodin   | 92.33  |
|         | Joe Parsons    | 91.66  |
|         | Heath Frisby   | 89.00  |
| 4       | Cory Davis     | 79.33  |
| 5       | Willie Elam    | 77.66  |
| 6       | Jackson Strong | 72.33  |

## Klasyfikacja medalowa
| Lp. | Państwo           | złoto | srebro | brąz | razem |
| --- | ----------------- | ----- | ------ | ---- | ----- |
| 1   | Stany Zjednoczone | 10    | 8      | 7    | 25    |
| 2   | Kanada            | 2     | 4      | 4    | 10    |
| 3   | Szwecja           | 2     | 1      | 0    | 3     |
| 4   | Norwegia          | 2     | 0      | 1    | 3     |
| 5   | Szwajcaria        | 0     | 1      | 1    | 2     |
| 6   | Czechy            | 0     | 1      | 0    | 1     |
|     | Japonia           | 0     | 1      | 0    | 1     |
| 8   | Wielka Brytania   | 0     | 0      | 2    | 2     |
| 9   | Belgia            | 0     | 0      | 1    | 1     |
|     | Finlandia         | 0     | 0      | 1    | 1     |